# Sherrelwood
Sherrelwood és una concentració de població designada pel cens dels Estats Units a l'estat de Colorado. Segons el cens del 2000 tenia 17.657 habitants.

## Demografia
Segons el cens del 2000, Sherrelwood tenia 17.657 habitants, 6.082 habitatges, i 4.452 famílies. La densitat de població era de 2.794 habitants per km².
Dels 6.082 habitatges en un 35,3% hi vivien nens de menys de 18 anys, en un 52,8% hi vivien parelles casades, en un 13,9% dones solteres, i en un 26,8% no eren unitats familiars. En el 18,7% dels habitatges hi vivien persones soles el 4,8% de les quals corresponia a persones de 65 anys o més que vivien soles. El nombre mitjà de persones vivint en cada habitatge era de 2,9 i el nombre mitjà de persones que vivien en cada família era de 3,31.
Per edats la població es repartia de la següent manera: un 27,4% tenia menys de 18 anys, un 12,5% entre 18 i 24, un 31,2% entre 25 i 44, un 19,3% de 45 a 60 i un 9,6% 65 anys o més.
L'edat mediana era de 31 anys. Per cada 100 dones de 18 o més anys hi havia 102,6 homes.
La renda mediana per habitatge era de 42.722 $ i la renda mediana per família de 45.734 $. Els homes tenien una renda mediana de 31.833 $ mentre que les dones 26.853 $. La renda per capita de la població era de 17.036 $. Entorn del 5,9% de les famílies i el 8,3% de la població estaven per davall del llindar de pobresa.

## Poblacions més properes
El següent diagrama mostra les poblacions més properes.